# Becard barrat
El becard barrat (Pachyramphus versicolor) és un ocell de la família dels titírids (Tityridae). Es troba a Panamà, Costa Rica, Colòmbia, Veneçuela, Equador, Perú, Brasil i Bolívia. Els seus hàbitats són els matollars i boscos tropicals i subtropicals de frondoses humits de les terres baixes i de l'estatge montà, bé com els boscos molt degradats. El seu estat de conservació es considera de risc mínim.